# Арбуэс, Педро
Пе́дро де Арбуэ́с (исп. Pedro de Arbués; 1441 (или 1442), Арагон — 17 сентября 1485, Сарагоса) — испанский инквизитор, святой Римско-Католической Церкви.

## Биография

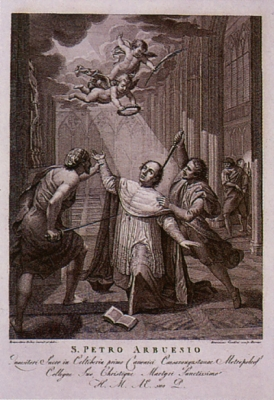
Мученичество святого Педро

Родителями Педро были аристократ Антонио Арбуэс и его жена — Санция Руи́с. Педро изучал философию, возможно, в Уэске. Затем он изучал право и теологию в испанском колледже святого Климента в Болонье, где его образованность и набожность ставились в пример другим ученикам. Там же Арбуэс преподавал нравственную философию.
В 1474 году Арбуэс был избран каноником Сарагосы. Вернувшись в Испанию, он поступил в Августинский орден и был рукоположён в священники. Его проповеди имели большой успех, а заботы его о бедных расположили к нему народ. В 1484 году Арбуэс был вместе с доминиканцем Каспаром Угларом назначен Торквемадой инквизитором Арагона.
Следуя примеру Торквемады, Арбуэс уже в первые месяцы после назначения организовал два аутодафе. Первое из них завершилось примирением обвиняемых, тогда как относительно исхода второго различные источники расходятся в оценках: согласно еврейским источникам, многие марраны были оправданы, а другие были осуждены и приговорены к различным наказаниям и конфискации имущества. Другие источники сообщают о двух случаях сожжения на костре, однако католические источники отрицают смертные приговоры, приписываемые Арбуэсу, хотя и признают приговоры с конфискацией имущества. Против него составился заговор с целью убить как его самого, так и всех членов инквизиции. Нанятые для выполнения этого замысла убийцы ночью 1485 года напали на Арбуэса и нанесли ему смертельные раны в то время, когда он на коленях перед алтарём читал молитвы.
Католическая церковь торжественно признала его мучеником. Папа Александр VII в 1661 году признал его праведником, а Пий IX в 1867 году причислил к лику святых. В 1664 году по случаю беатификации гробница с телом была перенесена в капеллу кафедрального собора Ла Сео. Знаменитый живописец Каульбах в одной из своих картин изобразил Арбуэса, приговаривающего к смерти еретиков.